# NASCAR Cup Series
Le NASCAR Cup Series sono un campionato automobilistico riservato alle stock car, organizzato, gestito e di proprietà della NASCAR (National Association for Stock Car Auto Racing).
Nel corso degli anni la serie ha avuto diverse denominazioni: al suo esordio, nel 1949, assume il nome di Strictly Stock Series, per poi denominarsi Grand National Series dal 1950 fino al 1970. Nel 1971 la NASCAR conclude un contratto di sponsorizzazione con la R.J. Reynolds Tobacco Company e il campionato assume la denominazione di Winston Cup Series fino al 2003.  Quando lo stesso contratto venne stipulato con la Sprint Nextel Corporation la serie diventò NEXTEL Cup Series (2004–2007). Dal 2008 la NEXTEL decise di promuovere il marchio Sprint, di sua proprietà, ed alla serie venne attribuito il nome di Sprint Cup Series. Nel dicembre 2016 fu annunciato che dal 2017 la serie avrebbe preso la denominazione di Monster Energy NASCAR Cup Series. Dal 2020, sulla scorta delle altre leghe sportive professionistiche statunitensi, la NASCAR prende la decisione di non affiancare al nome della propria competizione alcun marchio, denominando la serie NASCAR Cup Series, pur avendo come premier partners Busch Beer, Coca-Cola, GEICO e Xfinity.
Il vincitore del campionato piloti è determinato da un sistema di punteggio in cui i punti vengono assegnati in base ai piazzamenti al termine della gara e al numero di giri in cui il pilota è stato in testa alla gara stessa. La stagione è divisa in due parti. Dopo le prime 26 gare, il regolamento seleziona 16 piloti (essenzialmente sulla base dei risultati della regular season) che vengono classificati in una graduatoria a parte e che competono per il campionato nelle restanti 10 gare della stagione, che costituiscono i playoffs.
La serie ha radici profonde nel sud-est degli Stati Uniti d'America, area in cui si corrono metà delle 36 gare stagionali. Nel 2009 la Daytona 500, la gara più prestigiosa, è stata seguita in TV, di circa 16 milioni di spettatori nei soli Stati Uniti. Nonostante tutte le gare si tengano negli Stati Uniti d'America, in passato alcune gare si sono corse in Canada, e alcune gare di spettacolo (promozionali, fuori campionato) si sono svolte sia in Giappone che in Australia.
Le vetture della Cup Series sono uniche nel mondo dell'automobilismo. I motori sono sufficientemente potenti da permettere di raggiungere velocità superiori ai 320 km/h (200 mph), ma il peso elevato, unito a un pacchetto aerodinamico (relativamente) semplice, rende le auto poco maneggevoli. Il regolamento riguardante la forma delle vetture e i telai è molto restrittivo per garantire la parità tra le squadre e l'elettronica è generalmente spartana.

## Storia

### Le origini:Strictly StockeGrand National
Dopo aver fondato nel 1948 il Whelen Modified Tour e altre competizioni per roadster car, nel 1949 la NASCAR decide di creare il progenitore delle attuali Cup Series, la Strctily Stock Series. Il primo campionato si corre su otto ovali sterrati e nel percorso misto di Daytona Beach.
La corsa inaugurale viene organizzata nel Charlotte Speedway il 19 giugno 1949, che vede la vittoria di Jim Roper dopo che il primo pilota a tagliare il traguardo di quella corsa, Glenn Dunaway, viene squalificato per aver montato degli ammortizzatori posteriori non regolamentari. L'anno successivo, nel 1950, la NASCAR vuole dare un'impostazione al campionato più nazionale e professionistica e cambia subito nome alla serie, rinominandola Grand National Series, nome che rimane invariato fino al 1971. Il campionato del 1949 rimane comunque ufficialmente riconosciuto nell'albo d'oro della NASCAR e il circuito di Martinsville, protagonista della gara inaugurale, è l'unico circuito ancora attualmente utilizzato tra quelli dove vi sono state gare nella prima stagione delle Cup Series.

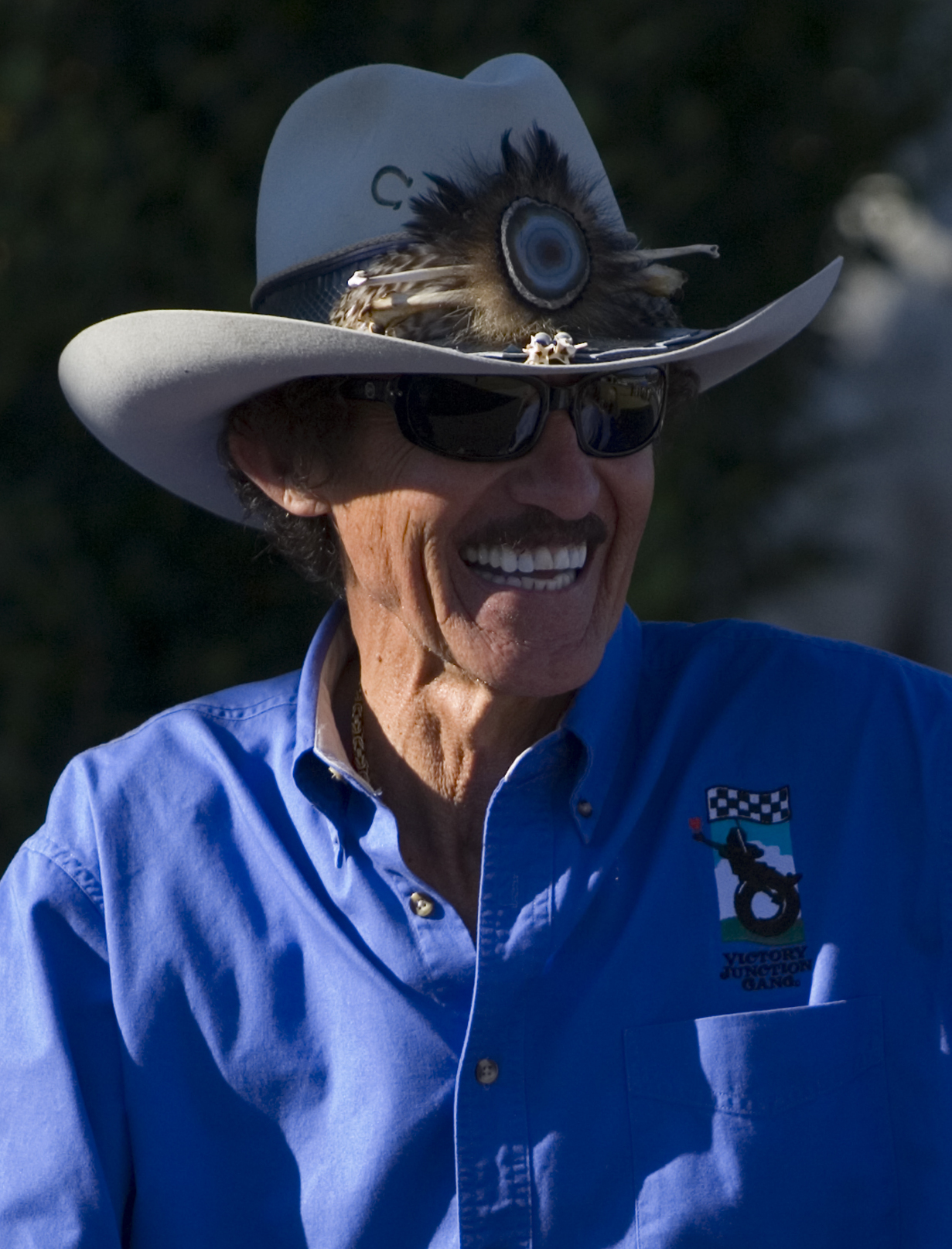
Il sette volte campione della Winston Cup Richard Petty.

A differenza delle normali competizioni automobilistiche che si svolgono su diverse gare ognuna organizzata in un weekend di gara, i primi anni delle Grand National Series si caratterizzano per un elevatissimo numero di gare, che in alcuni casi raggiungono anche il numero di sessanta a stagione (con due o tre gare corse per fine settimana o con due gare organizzate contemporaneamente lo stesso giorno).
Inoltre, nei primi anni la maggior parte delle corse delle Grand National Series si tengono su ovali sterrati di lunghezza variabile dal quarto di miglio al miglio intero (fino al miglio gli ovali vengono denominati negli Stati Uniti come short tracks): nelle prime 221 gare appartenenti alle Grand National Series, ben 198 sono state disputate su ovali sterrati. La prima pista asfaltata utilizzata nelle Cup Series è quella di Darlington, inaugurata nel 1950 e lunga 1,6 miglia. Ancora nel 1959, quando viene inaugurato il circuito di Daytona, la maggior parte delle gare del campionato si disputa su piste sterrate. Soltanto a partire dagli anni '60 il numero dei circuiti sterrati utilizzati si riduce notevolmente, soprattutto a causa della costruzione dei superspeedway asfaltati (come quello di Talladega) o dell'asfaltatura dei circuiti precedentemente utilizzati.
L'ultima gara appartenente alle Grand National Series ad essere disputata su un circuito sterrato (fino ad un temporaneo ritorno, avvenuto tra il 2021 e il 2023) si tiene il 30 settembre 1970 presso lo State Fairgrounds Speedway di Raleigh (North Carolina): a vincere la "gara di addio" allo sterrato è Richard Petty alla guida di una Plymouth.

### L'inizio dell'era moderna: leWinston Cup Series
Il 1971 è l'anno della svolta per le Cup Series. Il Public Health Cigarette Smoking Act, approvato l'anno precedente dal Congresso degli Stati Uniti, vieta esplicitamente la pubblicità del tabacco e dei suoi prodotti derivati in televisione. Le grandi aziende produttrici, per aggirare il divieto, cambiano quindi strategia per promuovere i loro prodotti, riversandosi anche nel mondo dell'automobilismo. Nel 1971, appunto, la NASCAR conclude un accordo di sponsorship con la R.J. Reynolds Tobacco Company per promuovere il proprio marchio Winston, con la conseguenza che il campionato da quel momento in poi fino al 2003 prende il nome ufficiale di Winston Cup Series (con l'appellativo Grand National che scompare a partire dal 1986).
È l'inizio di quella che viene considerata l'era moderna delle Cup Series, dovuta al grande afflusso di denaro sulla competizione (e quindi ad un aumento dei montepremi) ma anche ad altri avvenimenti, tra cui la successione avvenuta nella gestione della NASCAR tra Bill France Sr. e suo figlio Bill France Jr., che porta un'ondata di rinnovamento nella competizione. La NASCAR decide innanzitutto di ridurre il numero delle gare previste per ogni stagione, portandole dalle 48 del 1971 a 31 nel campionato 1972 e di eliminare completamente le gare disputate su ovali sterrati o inferiori al quarto di miglio. Nel 1975 viene quindi introdotto un nuovo sistema di punteggio su suggerimento del giornalista Bob Latford (richiesto dallo stesso Bill France Jr.), che obbliga ogni pilota che vuole competere per il campionato a partecipare ad ogni singola gara, senza selezionare (come avveniva in precedenza) le gare a cui partecipare in funzione dei punti che venivano attribuiti ad ogni singolo evento. Il sistema di punteggio approvato nel 1975 rimane invariato fino al 2004, quando vengono introdotti i playoff.
Contemporaneamente è l'inizio dell'epoca dello sport in generale trasmesso in televisione. Fino al 1970 è la ABC Sports a trasmettere in diretta alcune gare delle Cup Series, ovvero quelle di Talladega, North Wilkesboro, Darlington, Charlotte e Nashville. Il numero di telespettatori non è soddisfacente per la rete, che decide dunque di trasmettere soltanto dei segmenti registrati in altre trasmissioni sportive. Quindi, nel 1979 i diritti televisivi passano alla CBS, che come primo evento trasmette la Daytona 500 di quell'anno in diretta senza alcuna interruzione. La gara si decide all'ultimo giro: Cale Yarborough e Donnie Allison sono in testa alla gara e si scontrano nel tentativo di superarsi a vicenda, con la gara che viene vinta dal "terzo incomodo" Richard Petty. Subito dopo la conclusione della gara, Yarborough, Allison e suo fratello Bobby si scontrano fisicamente in diretta televisiva nazionale: un vero e proprio spot per promuovere il campionato, coincidente anche con uno straordinario successo di pubblico in televisione (dovuto anche ad una notevole ondata di maltempo che colpisce buona parte della costa orientale degli Stati Uniti).

Per aumentare ancora più il livello della competizione, oltre ad attribuire un notevole premio in denaro per il vincitore del campionato, nel 1985 la R.J. Reynolds e la NASCAR offrono un premio di 1 milione di dollari, denominato Winston Million, al pilota in grado di vincere nello stesso anno almeno tre delle quattro gare considerate più importanti dell'intero calendario delle Cup Series: la Daytona 500, la Winston 500, la Coca-Cola 600 e la Southern 500 (le cosiddette Crown Jewels delle Cup Series). Fino al 1997 (anno di dismissione del premio) soltanto due piloti sono riusciti a vincere il premio, ovvero Bill Elliott nel 1985 e Jeff Gordon nel 1997. Dal 1998 fino al 2002 viene introdotto un nuovo premio, il Winston No-Bull 5.

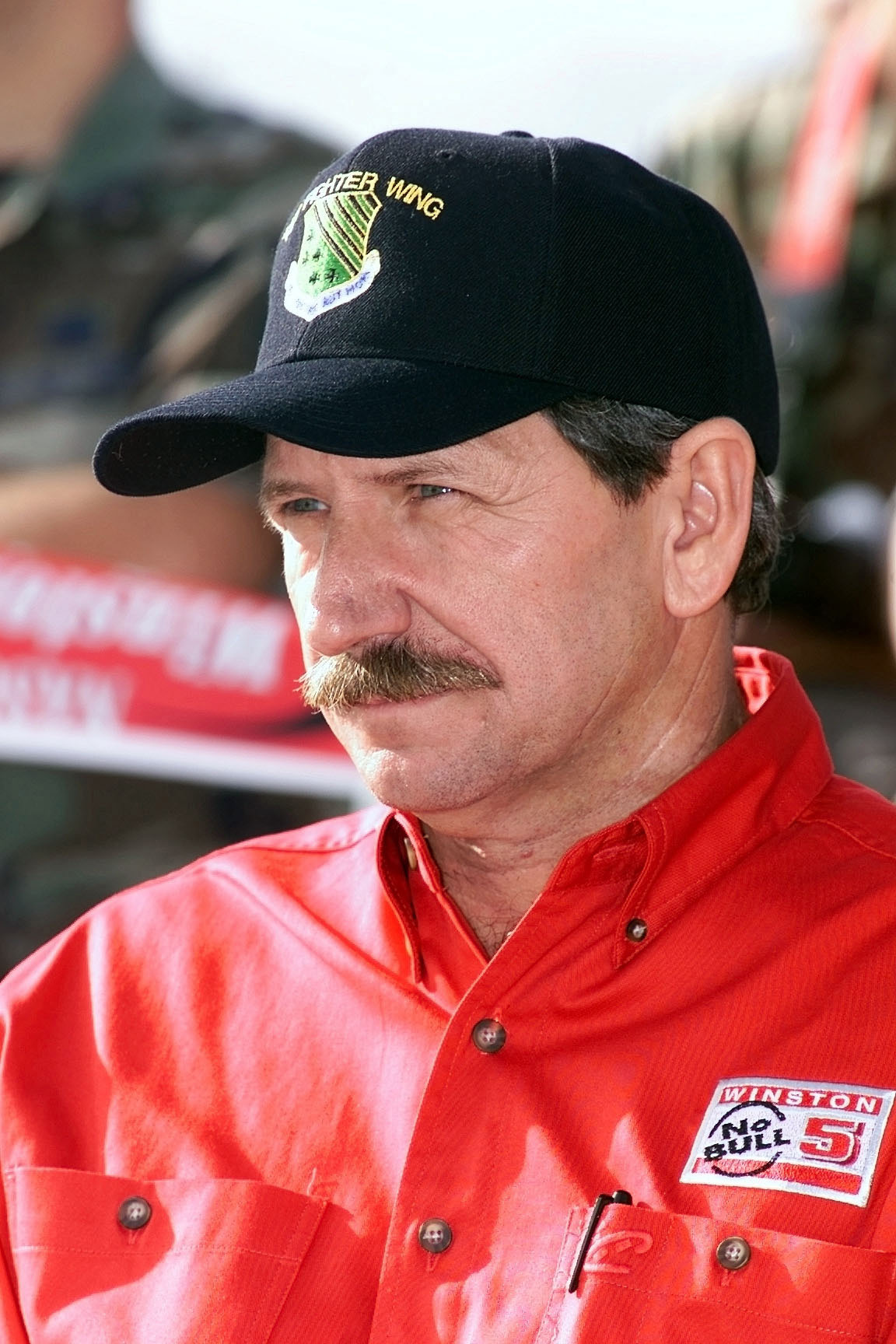
Il sette volte campione della Winston Cup Dale Earnhardt.

Gli anni '90 sono il periodo di più grande successo delle Cup Series, che cominciano a disputare una gara all'anno anche nel prestigioso circuito di Indianapolis (fino a quel momento "patrimonio" quasi esclusivo delle IndyCar Series) a partire dal 1994. È il periodo in cui cresce il mito di un pilota che prende il testimone del grande Richard Petty, ovvero Dale Earnhardt, che si guadagna il nomignolo di The Intimidator per il suo stile di guida aggressivo nei confronti degli avversari. Earnhardt diventa un'icona delle Cup Series non solo per aver vinto ben sette campionati (record eguagliato solo dal già menzionato Petty e poi successivamente da Jimmie Johnson) e gareggiato anche contro suo figlio, Dale Earnhardt Jr., ma anche per la sua tragica fine avvenuta nella Daytona 500 del 18 febbraio 2001. L'incidente provoca un periodo di profondo ripensamento nella NASCAR, che da quel momento si impegna maggiormente sul fronte della sicurezza dei piloti (soltanto nel decennio 1991-2001 sono morti cinque piloti, di cui tre nel velocissimo circuito di Daytona).

### LeNextel Cup Seriese leSprint Cup Series
Nel 1998 le più grandi compagnie dell'industria del tabacco, tra cui la R.J. Reynolds, concludono un mega-accordo stragiudiziale con le 46 procure federali che hanno intentato loro causa attribuendogli il dovere di risarcire di milioni di dollari il sistema sanitario federale per i danni provocati dai loro prodotti. In cambio dell'interruzione delle cause, che avrebbero comportato miliardi di dollari di risarcimento (ponendo in grave rischio le corporation del tabacco), le compagnie accettano non solo di risarcire dei danni, ma anche di interrompere diverse pratiche di sponsorizzazione e promozione dei loro prodotti, tra cui la sponsorizzazione di grandi eventi sportivi.
In conseguenza di questo, e nonostante il rinnovo dell'accordo con la NASCAR per un ulteriore quinquennio, nel 2002 arriva l'annuncio da parte della R.J. Reynolds di non voler essere più main sponsor della competizione a partire dalla stagione 2004 esercitando una clausola nel contratto appena concluso che autorizza la R.J. Reynolds di ritirarsi dalla sponsorship nel caso la NASCAR avesse trovato un altro sponsor. Per rimpiazzare il marchio Winston, la NASCAR annuncia di aver chiuso un nuovo accordo di sponsorizzazione la compagnia di telecomunicazioni Nextel e a partire dalla staigone 2004 il campionato assume la denominazione di Nextel Cup Series. Appena quattro anni dopo, nel 2008, arriva una nuova denominazione, Sprint Cup Series, dopo la fusione tra Nextel e Sprint.
A segnare questo periodo è un calo di interesse nei confronti delle Cup Series dopo il boom degli anni '90, segnato anche da alcune polemiche in merito all'allontanamento del campionato dai suoi luoghi di origine, ovvero il southeast degli Stati Uniti, e per l'arrivo di casa automobilistica straniera a partire dal 2004, cioè la Toyota, nelle competizioni NASCAR. Ad essere investita dalle critiche è soprattutto la famiglia France, accusata di voler ampliare il mercato di possibili appassionati alle competizioni NASCAR ad aree tradizionalmente lontane da questo tipo di gare (un processo cominciato a partire dagli anni '90, con l'introduzione di gare in California e in Nevada, e di detenere un controllo esclusivo e autoritario sulla competizione. Le critiche non hanno lasciato da parte neanche le nuove riforme introdotte nel 2016, riguardo al sistema dei playoff e al cosiddetto charter system.

### Iplayoffe ilcharter system
La stagione 2003 si conclude con la vittoria del campionato da parte di Matt Kenseth. Il pilota della Roush Racing riesce a vincere il campionato soprattutto grazie ai suoi piazzamenti regolari e nonostante una sola vittoria ottenuta in tutta la stagione, a Las Vegas. Il successivo 21 gennaio 2004, alla vigilia della prima stagione dopo l'era delle Winston Cup Series, la NASCAR comunica di introdurre un sistema di playoff con lo scopo di determinare senza discussioni il vero campione delle Cup Series. Il sistema (che prende ispirazione da quello utilizzato nelle USAR Hooters Pro Cup Series e che viene denominato Chase for the Championship), in prima battuta, aumenta il numero di punti attribuiti a chi vince ogni singola gara e e divide la stagione in due parti. Nella prima parte della stagione, la regular season, ogni pilota concorre ad acquisire più punti per qualificarsi ai playoff; nella seconda parte, invece, nonostante le gare vedano partecipare tutti i piloti iscritti, soltanto quelli qualificatisi hanno la possibilità di diventare campioni delle Cup Series, venendo progressivamente eliminati con l'avvicinarsi dell'ultima gara. Il sistema dei playoff tenta così di emulare quello delle maggiori leghe professionistiche statunitensi con lo scopo di aumentare lo spettacolo e la competizione tra i piloti in ogni singola gara della stagione. Negli anni la NASCAR ha modificato per ben cinque volte il sistema di accesso alla fase finale delle Cup Series, aumentando fino a 16 i piloti che vi hanno accesso.
Altra novità di rilievo è l'introduzione del charter system, ovvero di un sistema di vere e proprie licenze che la NASCAR concede alle squadre che concorrono al campionato per accedere a tutte le gare del campionato.

### Monster Energy
La sponsorizzazione con Sprint termina dopo la stagione 2016. Il 1º dicembre 2016, la NASCAR ha annunciato di aver raggiunto un accordo con Monster Energy per diventare il nuovo sponsor. Il 19 dicembre 2016, la NASCAR comunica ufficialmente il nuovo nome delle Cup Series, Monster Energy NASCAR Cup Series (MENCS), nonché il nuovo logo della serie e il nuovo logo NASCAR. L'11 aprile 2018, Monster Energy annuncia un'estensione della sponsorizzazione della serie fino alla fine della stagione 2019. Il periodo della sponsorship Monster, oltre che dalla rimodulazione dei playoff, è caratterizzato soprattutto dall'introduzione delle stages in ogni singola gara, ognuna delle quali attribuisce dei punteggi aggiuntivi a quelli assegnati sulla base del risultato della gara complessiva. La lunghezza delle stages varia in base alla pista, ma le prime due fasi sono, in genere, circa la metà della gara. La fase finale (che assegna punti a tutti i piloti) di solito è l'altra metà.

### NASCAR Cup Series
Dal 2020, sulla scorta delle altre leghe sportive professionistiche statunitensi, la NASCAR prende la decisione di non affiancare al nome della propria competizione alcun marchio, denominando la serie NASCAR Cup Series, pur avendo come premier partners Busch Beer, Coca-Cola, GEICO e Xfinity.

## Le auto delleCup Series

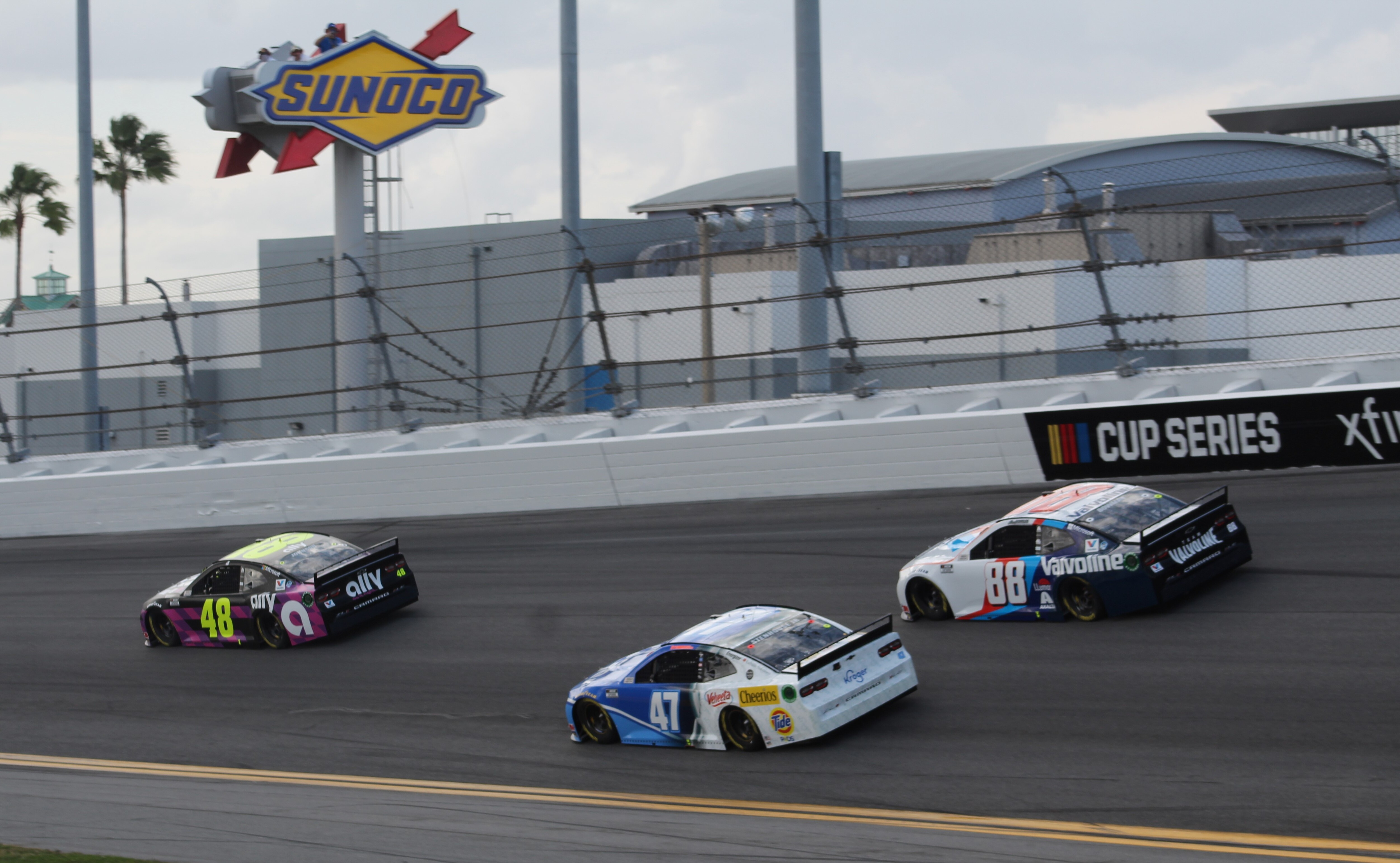
Vetture della Cup Series durante una gara

Le vetture protagoniste delle Cup Series (le cup cars) sono essenzialmente delle automobili a trazione posteriore e con motore posizionato sull'anteriore. All'interno di esse viene installata una roll-cage a struttura reticolare che si unisce al telaio e che è in grado di proteggere il pilota da eventuali scontri o ribaltamenti della vettura. Questa struttura è protetta da una carena di lamiera dello spessore di 24 gauge (ovvero circa 0,6 millimetri). Esternamente le cup cars presentano uno spoiler posteriore e un deflettore per favorire l'aerodinamica.
Dopo più di 60 anni in cui si potevano utilizzare motori a carburazione, a partire dal 2012 il regolamento NASCAR obbliga l'utilizzo di motori ad iniezione V8 con il limite di 358 pollici cubi di cilindrata (corrispondenti a 5.8 litri). Tuttavia, la tecnologia moderna applicata ai motori di queste auto sarebbe capace di portare questi a sviluppare oltre i 900 cavalli di potenza (670 kW). Prima dell'introduzione della gear rule da parte della NASCAR, i motori delle Cup cars riuscivano anche ad operare ben oltre i 10.000 giri al minuto. Le attuali limitazioni imposte dalla NASCAR costringono i costruttori dei motori a limitare la potenza a 670 cavalli per gli short track e piste tradizionali, a 550 cavalli per gli ovali di lunghezza intermedia e a 510 cavalli per gli ovali di Daytona e Talladega. La trasmissione è del tipo transaxle a 5 marce (4 marce più la retromarcia). I motori NASCAR sono forniti di centralina elettronica, la quale però non può avere né il controllo di trazione né di frenata.
Le sospensioni delle attuali Cup cars sono ognuna indipendente l'una dalle altre del tipo a triangoli sovrapposti (double-wishbone), con l'obiettivo di rendere le auto ancora più sicure in curva e di consentire una migliore ubicazione del motore sull'avantreno. I dischi dei freni devono essere obbligatoriamente di ghisa o acciaio e non possono superare il diametro di 12.72 pollici (32,3 centimetri).
Sono pochi i componenti del pacchetto aerodinamico, ovvero un diffusore frontale, uno spoiler posteriore (che varia di dimensione a seconda della pista), i NACA ducts (consentiti soltanto nei finestrini) e le bandelle laterali. L'ultima modifica regolamentare ha reintrodotto anche il diffusore posteriore, con il fondo in carbonio (fornito di lamine che generano vortici d'aria) che ha lo scopo di incanalare l'aria che passa sotto l'auto e di generare effetto suolo. È obbligatoria, inoltre, che la carena sia fornita di windshield, ovvero di parti che si alzano per aumentare la resistenza all'aria della macchina nel caso in cui proceda non in senso di marcia (soprattutto in caso di incidente e di auto senza controllo).

## Formato

### Ilcharter system
Le Cup Series, a differenza delle maggiori competizioni automobilistiche mondiali (come la Formula 1), non sono organizzate e regolamentate dalla FIA, bensì sono essenzialmente un campionato privato, organizzato e gestito dalla NASCAR, una joint venture che è sempre stata di proprietà della famiglia France, da tre generazioni. Fin dalla sua fondazione, l'organizzazione del campionato si è notevolmente differenziata rispetto alle altre leghe sportive statunitensi. Ad esempio, la MLB e la NFL sono due leghe fondate dai proprietari delle franchigie, che insieme decidono di collaborare e di assumere un commissioner, il quale gestisce per conto loro il campionato. Nel caso della NASCAR, invece, il campionato è gestito direttamente dall'organizzatore (che tra l'altro, prima attraverso una sua controllata e poi direttamente, ha la proprietà di una buona parte dei circuiti dove si corrono le Cup Series, tra cui quello di Daytona). Tale sistema, quindi, non prevede una diretta distribuzione dei profitti (ad esempio, quelli televisivi) tra tutte le squadre partecipanti, bensì questi sono della stessa NASCAR.
Per convincere quindi i vari team a partecipare al campionato, oltre ai premi in denaro per le vittorie ottenute nelle singole gare, nel 2016 la NASCAR ha deciso di concedere delle charters, ovvero delle vere e proprie licenze con le quali le squadre si impegnano a correre in tutte le gare del campionato e a non competere in un nessun'altro evento sportivo, in cambio di un incentivo economico pagato dalla NASCAR.
Con l'attuale sistema delle licenze, introdotto ufficialmente dal 9 febbraio 2016, i vari team hanno assunto una forma simile a quella delle franchigie sportive statunitensi: la NASCAR, sulla base dei risultati delle tre stagioni precedenti, ha scelto di emettere 36 charter, ognuna corrispondente ad un numero che il team utilizza per contrassegnare la propria auto in pista. Il charter, dunque, concede la possibilità ad un'auto con quel "numero", di proprietà della squadra, di partecipare ad ogni gara delle Cup Series che distribuisce punti valevoli per la classifica, oltre ad una percentuale del montepremi che viene messo a disposizione per ogni gara (distribuito a seconda dei risultati); ogni squadra ha comunque il limite di non poter possedere più di quattro auto (quindi non può avere più di 4 charters).
La NASCAR, con l'introduzione del sistema, ha deciso anche che ad ogni suo evento non possono concorrere più di 40 auto: ciò fa sì che ad ogni evento esistono 4 posti in più, che possono essere occupati da open cars, ovvero da auto di proprietà di squadre non in possesso di alcun charter: i piloti di queste squadre non concorrono alla classifica a punti. I proprietari delle squadre possono cedere la licenza di ogni auto (la Spire Motorsports, ad esempio, nel settembre 2023 ha acquisito la licenza della Live Fast Motorsports per un valore di 40 milioni di dollari) o concederla in affitto ad un'altra squadra, ma soltanto per un anno ogni quinquennio. La NASCAR, d'altro canto, può revocare il charter ad una squadra, se quest'ultima si è posizionata ultima nella classifica a squadre per tre stagioni consecutive.
Quindi il charter agreement attualmente in vigore tra i team, riuniti nella Race Team Alliance, e la NASCAR distribuisce le licenze alle squadre e definisce la quantità di denaro che ogni squadra riceve sulla base dei risultati di ogni auto da essa posseduta. Il charter agreement attualmente in vigore scade alla fine della stagione 2024 e ad oggi le trattative per il rinnovo sono in pieno stallo. L'ultima proposta della NASCAR è stata rigettata dalle squadre, che accusano l'organizzazione di non voler distribuire denaro sufficiente. L'accusa delle squadre si fonda soprattutto sulla base del nuovo contratto televisivo che la stessa NASCAR ha concluso con FOX, NBC, Amazon e Discovery per un valore che supera il miliardo di dollari.

### Il campionato
Le NASCAR Cup Series sono in linea di principio strutturate come un normale campionato automobilistico. Ogni pilota corre una serie predefinita di gare (attualmente 36), nelle quali acquisisce dei punti sulla base dei propri risultati. Il pilota in testa alla classifica vince la classifica piloti. A quest'ultima classifica si affiancano le classifiche per team e la classifica costruttori (che attualmente sono tre: Chevrolet, Ford e Toyota).

#### Laregular season
A questa struttura generale si inserisce il sistema dei playoffs ("Chase for the Cup"). Ogni anno il campionato è diviso in due fasi, la regular season e i playoffs. La regular season consiste in 26 gare, ognuna delle quali attribuisce un certo punteggio ad ogni pilota (a cui si aggiungono le qualifiche della Daytona 500, i Duels, che distribuiscono anch'essi dei punti). Le ultime 10 gare della stagione costituiscono i playoffs. A quest'ultima fase accedono 16 piloti, selezionati in base a diversi criteri:
- il Regular Season Champion, ovvero il pilota che si trova in testa alla classifica piloti al termine delle 26 gare di regular season (anche senza neanche una vittoria al suo attivo);
- i piloti che hanno vinto almeno una gara e, a parità di vittorie, quelli che ne hanno vinte di più;
- a parità di vittorie, vengono considerati i punti di ogni pilota per determinare quello che si qualifica.

È quindi astrattamente possibile che, nel caso in cui vi siano 15 o più piloti differenti ad aver vinto almeno una gara, la vittoria di una gara non garantisca la qualifica ai playoffs: in questo caso, infatti, verrebbero considerati i punti in classifica come criterio.
Ognuna delle 36 gare del campionato (quindi anche quelle comprese nella fase dei playoffs) attribuiscono un punteggio ad ogni pilota. Il punteggio è determinato dal risultato al traguardo di ognuno:
- 1º classificato: 40 punti;
- 2º classificato: 35 punti;
- 3º-35º classificato: il punteggio è scalare, ovvero 34 al 3°, 33 al 4°, 32 al 5°, ecc.
- 36º-40º classificato: 1 punto.

Con l'introduzione delle stages, che dividono in "segmenti" ogni singola gara, vengono attribuiti dei punti ulteriori al termine di ogni stage sulla base dell'ordine di arrivo al termine di ognuna di esse dei primi 10 piloti:
- 1º classificato: 10 punti;
- 2º-10º classificato: il punteggio è scalare, ovvero 9 al 2°, 8 al 3°, ecc.

La "gara perfetta" per un pilota quindi comporterebbe il guadagno di 60 punti: 10 punti per la vittoria della Stage 1, 10 punti per la vittoria della Stage 2 e 40 per la vittoria della gara. Soltanto nella Coca-Cola 600, data la sua lunghezza, sono previste 3 stages e la "gara perfetta" porterebbe al pilota 70 punti.
A questa distribuzione di punteggi si aggiungono i playoffs points. Sono dei punteggi bonus che ogni pilota totalizza e che assumono rilevanza soltanto durante i playoffs; ai fini della classifica della regular season (quindi ai fini della qualifica ai playoffs) essi non hanno significato. Al passaggio di ogni fase dei playoffs, ogni pilota si vede conteggiato il punteggio accumulato insieme ai bonus points conquistati in tutta la regular season. Vengono attribuiti a seconda dei seguenti risultati:
- Vittoria di una gara: 5 playoffs points;
- Vittoria di una stage: 1 playoffs point.

#### Iplayoffs
Dopo la conclusione della 26ª gara si conclude la regular season e il pilota in testa alla classifica guadagna il titolo di Regular Season Champion. Quest'ultimo, insieme ad altri 15 piloti (determinati sulla base dei criteri sopra descritti) si qualificano al Round of 16. Ad ognuno dei 16 piloti viene attribuito un punteggio "fittizio" di 2000 punti (impossibile da raggiungere per il resto dei piloti non qualificati), a cui si sommano per ognuno i playoffs points descritti sopra.

##### Round of 16
Dalla 27ª alla 29ª gara si disputa il Round of 16. Ognuna delle tre gare viene disputata con lo stesso regolamento di quello applicato durante la regular season e lo stesso sistema di attribuzione dei punteggi. Al termine delle tre gare la classifica dei piloti determina i 12 piloti che si qualificano alla fase successiva. Se uno dei 16 piloti vince una gara si qualifica automaticamente. Determinati i quattro piloti eliminati, viene nuovamente attribuito un punteggio fittizio ad ognuno di essi, in questo caso 3000 punti a cui si sommano i playoffs points eventualmente conquistati da ognuno, e si procede alla disputa del Round of 12.

##### Round of 12
Dalla 30ª alla 32ª gara si disputa il Round of 12 con lo stesso identico sistema del precedente round. Al termine di questa fase altri quattro piloti vengono eliminati sulla base della classifica piloti (con qualificazione automatica del vincitore di una delle tre gare se compreso tra i piloti partecipanti ai playoffs), viene resettato il punteggio di tutti a 4000 punti (più gli eventuali playoffs points) e si procede alla disputa del Round of 8. Per determinare le posizioni nella classifica finale del campionato, anche i piloti eliminati avranno assegnato un punteggio: nel loro caso è di 2000 punti, a cui si sommano i playoffs points accumulati e quelli acquisiti da ognuno nelle tre gare delle Round of 16.

##### Round of 8
Dalla 33ª alla 35ª gara si disputa il Round of 8, anch'esso con lo stesso sistema del precedente round. Al termine delle tre gare altri quattro piloti vengono eliminati (e anch'essi avranno 2000 punti fittizi per concorrere alla classifica finale, con playoffs points e punti in classifica accumulati nelle due fasi precedenti). I quattro piloti rimanenti acquisiscono nuovamente un punteggio fittizio di 5000 punti (a cui si sommano i playoffs points accumulati nelle tre gare precedenti) e passano al Championship 4.

##### Championship 4
Nella 36ª e ultima gara del campionato, i quattro piloti rimasti nei playoffs competono in un'unica gara, la NASCAR Cup Series Championship Race,  per determinare il campione, ovvero il pilota che nella graduatoria finale di questa gara si classifica meglio degli altri. Le altre posizioni sono determinate dalla classifica.

### Le gare

#### Regole generali
Ogni auto viene contrassegnata obbligatoriamente con il numero su ogni portello laterale e sul tettuccio (il numero corrisponde a quello del charter assegnato al team) e ogni squadra ha l'obbligo di utilizzare una singola auto per ogni evento, dalle prove libere fino alla conclusione della gara. L'utilizzo della macchina di riserva è possibile nel caso in cui abbia subito danni in un incidente nelle prove libere o in qualifica, ma il pilota viene penalizzato partendo in fondo alla griglia di partenza. Non è consentito neanche, per tutta la durata di un evento, sostituire motore e trasmissione, tranne che nei circuiti non ovali e nel Pocono Raceway, dove i cambi di marcia sono più frequenti (eventuali sostituzioni sono punite con la partenza per il pilota dal fondo della griglia). In tutta la stagione ogni squadra può utilizzare non più di 20 motori. Non vi è invece alcuna restrizione per il cambio di pilota, anche durante una singola gara: in quest'ultimo caso a vedersi assegnati i punti sarà il pilota che ha iniziato la gara.

#### Qualifiche
Le qualifiche (che precedono le prove libere e che si svolgono solitamente nella stessa giornata) si strutturano diversamente sulla base del tipo di pista in cui si corre. Il metodo più comune è quello che divide i piloti partecipanti in due gruppi (determinati da un sistema che tiene in considerazione i risultati delle gare precedenti). I piloti del gruppo A e poi del gruppo B effettuano un giro secco (per gli ovali più lunghi di 1.022) o due giri (per gli ovali più corti): i migliori cinque piloti di ogni gruppo passano alla seconda fase delle qualifiche per determinare la Top 10 della griglia. Le altre posizioni sono determinate sulla base dei tempi del primo round di qualifiche: i piloti del gruppo A costituiranno la fila esterna della griglia, mentre quelli del gruppo B la fila interna.
Per la seconda gara disputata a Daytona e per la gara nel superspeedway di Talladega non avviene la divisione in gruppi: vi sono sempre due rounds di qualifiche sul giro secco, con i dieci migliori piloti che avanzano al secondo round per determinare la Top 10, mentre le altre posizioni sono determinate dai risultati del primo round. Per la Daytona 500 vengono ancora applicate delle regole specifiche, dato che il mercoledì precedente la gara vengono disputati i Duels.
Nelle gare su circuiti tradizionali viene ripristinata la divisione in gruppo A e gruppo B, ma il primo round ha una durata di 15 minuti. I migliori dieci tempi competono per la Top 10 in un secondo round della durata di 10 minuti.

#### Gara

##### Gara regolare
Le procedure di gara iniziano con le macchine parcheggiate in fila nella pit lane. Dopo il tradizionale ordine "Drivers, start your engine" (solitamente annunciato da un ospite d'onore della gara), i piloti accendono i motori e si incolonnano su due file secondo l'ordine stabilito dalle qualifiche dietro alla safety car. Dopo qualche giro di riscaldamento degli pneumatici e di allineamento delle auto, la safety car si ritira dal tracciato e avviene una partenza lanciata con l'esposizione della bandiera verde. La gara quindi procede per i giri stabiliti per la Stage 1, alla conclusione della quale viene esposta la bandiera gialla. La safety car ritorna in pista e di nuovo, dopo qualche giro, la gara riprende per la Stage 2, conclusa la quale si effettua una nuova ripartenza per l'arrivo conclusivo della gara, la Final Stage.

##### Regime di bandiera gialla (caution)
Una delle caratteristiche principali delle gare NASCAR è il regolamento del regime di caution, che ha l'effetto (indiretto) di "rimescolare le carte". La caution viene esposta (e si accendono contemporaneamente delle luci gialle lungo tutto il tracciato) in caso di incidente, di presenza di detriti sul tracciato, di conclusione di una stage o di pioggia e non interrompe il conteggio dei giri previsti. Tutte le auto devono rallentare e compattarsi dietro la safety car in fila indiana ed è vietato sorpassare; unica eccezione si ha con la cosiddetta lucky dog rule, che consente al pilota doppiato più avanti in graduatoria di guadagnare il giro perso facendo un giro del tracciato ed accodandosi in fondo alla coda. La caution ha anche l'effetto di far chiudere la pit lane, vietando ai piloti di andare ai box fino a quando i commissari di gara non ritengono sicuro la sua riapertura (anche prima della fine della caution). Il giro precedente alla conclusione della caution viene comunicato ai piloti via radio e viene in gioco la choose rule: per ripristinare la doppia fila, su ogni tracciato viene pitturato un triangolo, ovvero il punto preciso nel quale il primo pilota della fila, e quindi tutti gli altri, decidono se schierarsi sulla fila interna o esterna. Finito il regime di caution, si espone la bandiera verde e la gara riprende normalmente.

##### Overtime
Se la caution viene dichiarata con 2 giri o meno ancora da completare, prima del 2004 nelle Cup Series (come anche nelle altre serie NASCAR) la gara si concludeva in regime di bandiera gialla, senza sorpassi. Per aumentare la spettacolarità delle gare e dopo numerosi eventi controversi negli anni precedenti, a partire dal 2004 si è introdotta la procedura dell'overtime, che allunga la gara di due giri dal momento in cui viene esposta la bandiera verde.

##### Ibox, lapit lanee lacrew
Come in tutte le gare automobilistiche, il ruolo dei box è di fondamentale importanza per l'esito della gara di ogni pilota. La NASCAR fissa delle regole molto precise in merito al tipo di operazioni che si possono effettuare, avendo dei propri commissari di gara a vigilare quasi ogni stallo per controllare le singole operazioni. L'ubicazione del pit stall viene determinato sulla base delle qualifiche: ad una riunione successiva alle stesse, i crew chief di ogni pilota vengono chiamati in ordine di qualifica e scelgono lo stallo per la gara del giorno dopo.
Soltanto cinque uomini della crew possono andare "over the wall", cioè oltre il muretto che divide lo stallo dei box dal centro operativo di ogni squadra (dove si trova il crew chief e gli altri meccanici): quattro uomini cambiano gli pneumatici (due che tengono le ruote e gli altri due con la pistola per svitare e avvitare il bullone della stessa), mentre il quinto effettua il rifornimento di carburante da una speciale pompa trasportabile e appoggiata alla spalla. I meccanici possono effettuare anche riparazioni alla macchina dopo un incidente (senza poter però sostituire la carena) o regolazioni particolari, che però non possono durare più di sei minuti, pena l'esclusione dalla gara.
Dal momento in cui entrano in pit lane, i piloti devono rispettare una certa velocità massima, oltrepassata la quale incorrono in una penalità. Non avendo a propria disposizione un tachimetro che indica la velocità (vietato dal regolamento), la safety car procede ad un'andatura uguale a quella massima consentita nella pit lane, i piloti leggono il tachimetro che conta i giri del motore e si basano su quel limite per rispettare la velocità in pit lane.
I piloti possono effettuare una sosta ai box in qualsiasi momento della gara, a meno che manchino due giri dal termine della gara o della stage, oppure quando si è in regime di caution: in questi due casi la pit lane viene chiusa e non è consentito ai piloti effettuare alcuna sosta.
Tra tutti i componenti del team di un pilota (che da regolamento non possono essere più di 12 nelle Cup Series) i più importanti sono il crew chief e lo spotter. Il crew chief è il capo del team, responsabile della strategia di gara e delle decisioni più importanti, è in continua comunicazione con il pilota via radio e ha il pieno controllo della telemetria dell'auto. Lo spotter, è il membro della squadra che comunica continuamente al suo pilota quello che sta avvenendo attorno a lui e che potrebbe non vedere alla guida dell'auto (ad esempio, se vi sono piloti avversari che tentano di superarlo e da che lato, oppure di un incidente avvenuto più avanti); solitamente lo spotter non si trova nei box, bensì in una speciale torretta del tracciato, con piena visibilità di tutta la pista.

## Statistiche

### Record delleNASCAR Cup Series
- Maggior numero di vittorie per un singolo modello di vettura: 59 vittorie (tra il 1957 ed il 1960), Chevrolet del 1957
- Maggior numero di campionati vinti: Richard Petty, Dale Earnhardt e Jimmie Johnson (7 tutti e tre)
- Maggior numero di campionati con la "Chase for the Cup": Jimmie Johnson (5)
- Maggior numero di campionati vinti consecutivamente: Jimmie Johnson (5, dal 2006 al 2010)
- Campione più giovane: Bill Rexford, 23 anni
- Campione più anziano: Bobby Allison, 45 anni
- Minor numero di vittorie in una stagione di campionato: 1 (alla pari) Benny Parsons, Bill Rexford, Ned Jarrett, Matt Kenseth
- Maggior numero di vittorie in carriera: 200, Richard Petty
- Maggior numero di vittorie nell'era moderna (dal 1972 ad oggi): 85, Jeff Gordon
- Minor numero di partenze prima di vincere una gara (alla pari) Jamie McMurray, Trevor Bayne
- Maggior numero di vittorie in una stagione: 27, Richard Petty
- Maggior numero di vittorie in una stagione dell'era moderna: 13 (alla pari), Jeff Gordon e Richard Petty
- Maggior numero di partenze in carriera: 1185, Richard Petty
- Margine di vittoria minore: 0,002 secondi (alla pari): Jimmie Johnson, Aaron 499 2011; Ricky Craven, Carolina Dodge Dealers 400 2003
- Margine di vittoria più ampio in giri: 22 giri, Ned Jarrett, Spartanburg 1965
- Margine di vittoria più ampio in distanza: 19,25 miglia (30,98 km), Ned Jarrett, Southern 500 1965
- Maggior numero di stagioni consecutive con almeno una vittoria: 18, Richard Petty, 1960-1977
- Maggior numero di partenze consecutive: 788 partenze, Ricky Rudd (soprannominato "Iron Man", "l'uomo di ferro")
- Pilota più giovane a vincere una gara: Joey Logano, 19 anni, 35 giorni (Lenox Tools 301 2009)
- Pilota più anziano a vincere una gara: Harry Gant, 52 anni, 219 giorni (alla Champion Spark Plug 400 del 1992)
- Maggior numero di cambi di piloti alla testa di una gara: Aaron's 499 del 2010 (88 cambi di leadership tra i 29 piloti)
- Pilota più giovane a vincere la Daytona 500: Trevor Bayne, 20 anni e 1 giorno, nel 2011
- Velocità di qualifica più alta: Bill Elliott, 212.809 mph (342,5 km/h) sulla Talladega Superspeedway (First Union 400 del 1987)